# 三ノ沢岳
三ノ沢岳（三沢岳）（さんのさわだけ）は、木曽山脈（中央アルプス）にある標高2,847 mの山。主稜線上にある宝剣岳から南西方向に延びた尾根上に位置する。山体すべてが長野県に属し、木曽郡上松町と大桑村にまたがる。地形図では「三沢岳」と表記されているが、三ノ沢岳が用いられることが多い。

## 概要
麓の木曽谷の上松町、木曽駒ヶ岳や宝剣岳などから、端正な三角錐のその美しい山容を眺めることができる。木曽川の支流の滑川及び伊奈川に挟まれた稜線上の山で、それぞれの川の支流の三ノ沢の源流となっている。この三ノ沢の源頭部の山であることが山名の由来である。山頂には、三等三角点（点名「三ノ沢」）があり、大きな岩が乱立する展望台となっている。
三ノ沢岳の西側に続く山脈は中三ノ沢岳を経て奇岩の萩原沢岳山塊(蕎麦粒岳)で尾根が北西の風越山山系と南西の糸瀬山山系に分かれ共に木曽川迄続く。三ノ沢岳の西側には登山道はない。

## 環境
三ノ沢岳を含む中央アルプスの主要な山域は中央アルプス国定公園に指定されている（1951年11月22日、長野県の中央アルプス県立自然公園に指定）。

### 地学
北東面の伊奈川源流部は、氷河地形の三ノ沢カール(圏谷)が見られる。このカールは木曽山脈の木曽側側（西側）での唯一カール地形である。氷河によって削られて堆積したモレーンの地形が原型を留めている。山体は花崗岩で形成されている。山頂部には巨石が重なり合い、独立峰のように見晴らしの良い展望地となっている。

### 高山植物
中腹は亜高山帯針葉樹林。山頂付近は森林限界を越える高山帯で、アオノツガザクラ、ウサギギク、コバイケイソウ、シナノキンバイ、コマウスユキソウ、タカネグンナイフウロ、チングルマ、ハイマツ、ハクサンイチゲ、ハクサンチドリ、ハクサンフウロ、ミヤマキンポウゲ、ミヤマクロユリ、ミヤマダイコンソウ、ヨツバシオガマなどの多くの高山植物が見られる。花の名山の一つとして、NHKのテレビ番組で『花の百名山　三ノ沢岳　コマウスユキソウ』として紹介されている。エーデルワイスに似た花のヒメウスユキソウ（別名がコマウスユキソウ）は周辺の山域のみに生育する木曽山脈の固有種で、三ノ沢岳では山頂部の岩陰や砂礫地などに分布している。三ノ沢岳の南面にはコバイケイソウの群生地があり、山頂付近の斜面は多くのハクサンチドリが分布している。主稜線の極楽平付近から三ノ沢岳にかけての砂礫地などに、アオノツガザクラのカーペット状の群落がある。木曽山脈では南駒ヶ岳の摺鉢窪カールに次ぐ高山植物の群生地で、伊奈川源流部の北側斜面一帯（通称「西千畳敷」）と山頂直下南斜面の2箇所に大群落がある。

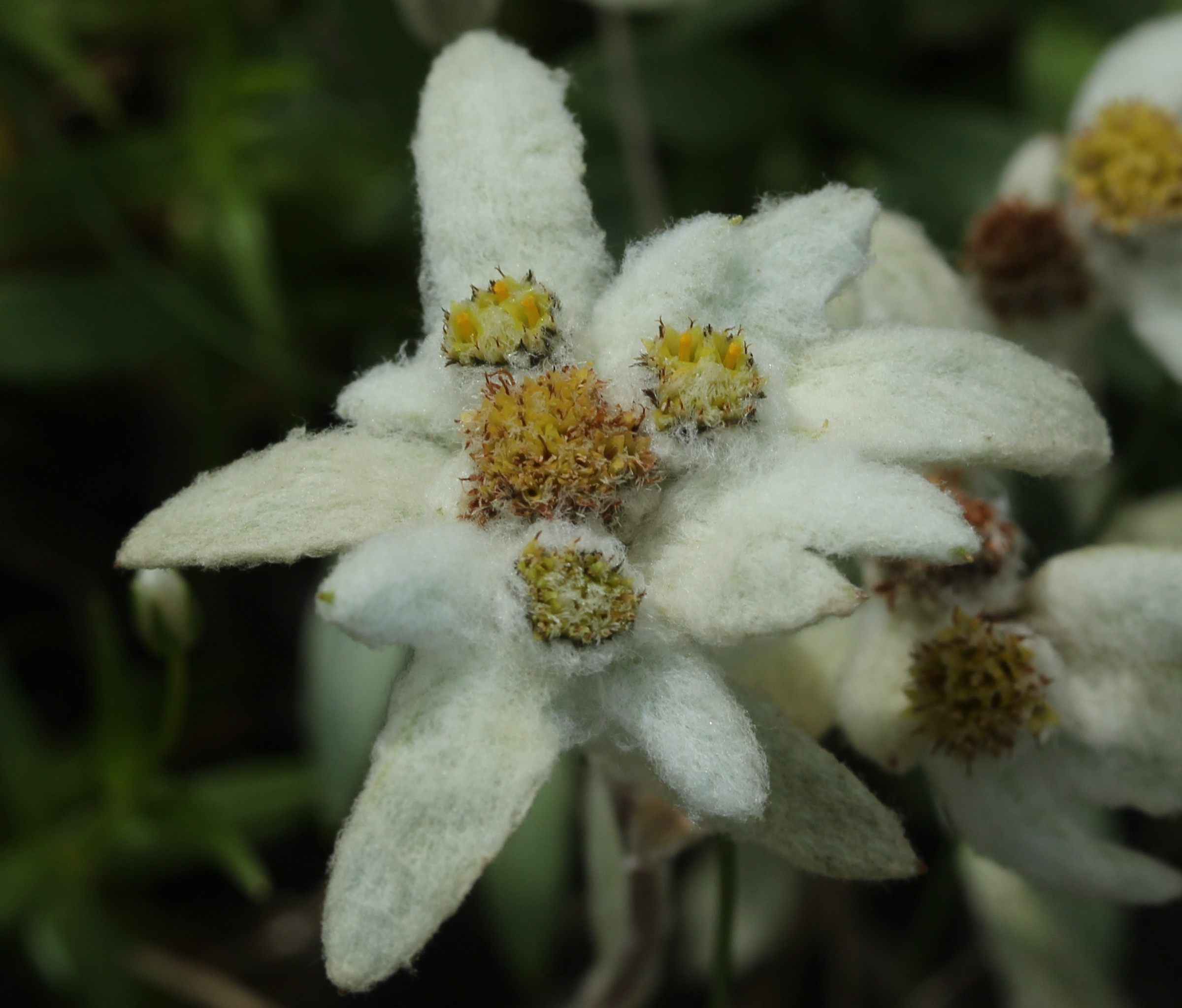
山頂部の岩陰や砂礫地などに分布している周辺の山域の固有種であるヒメウスユキソウ
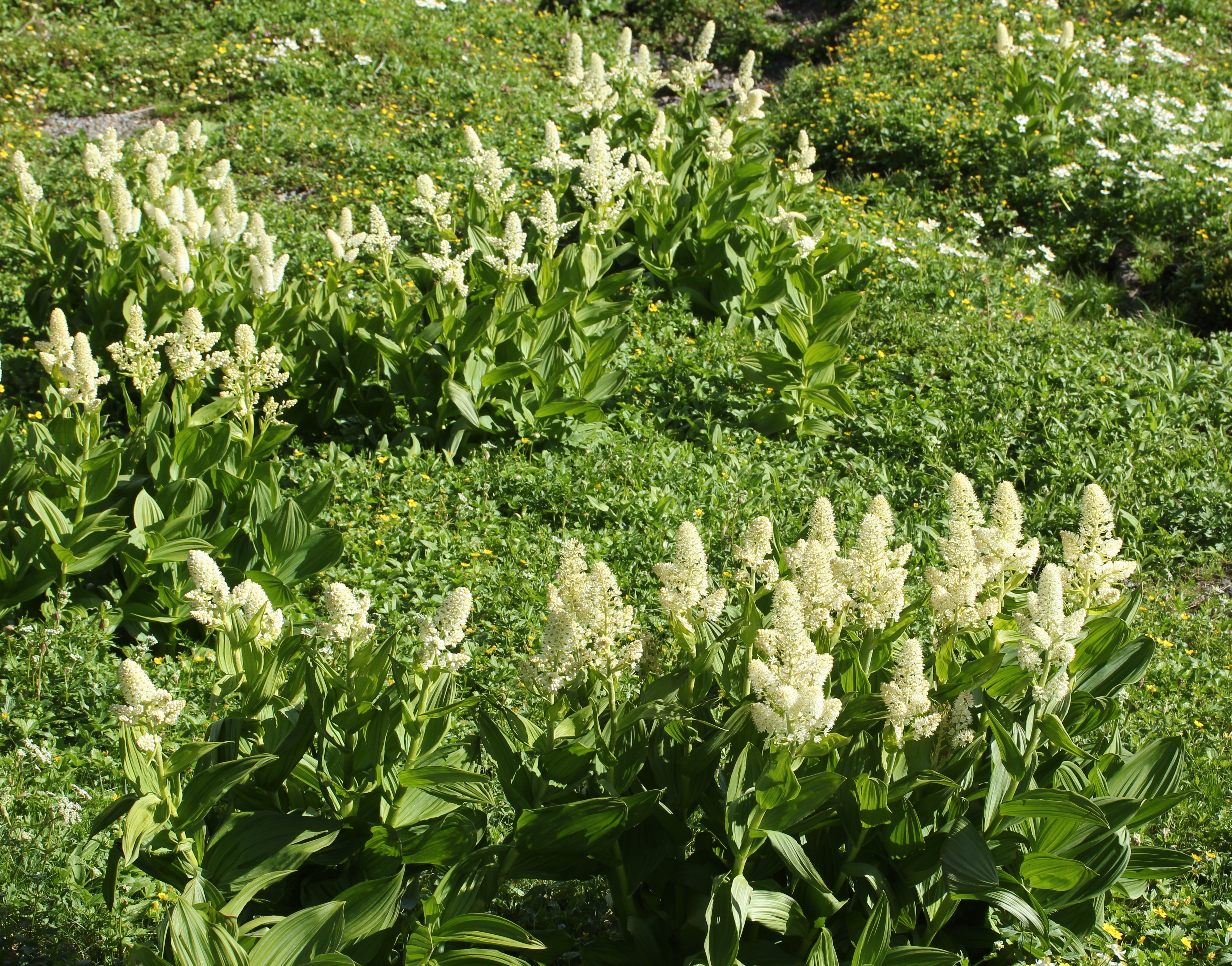
南面に群落があるコバイケイソウ
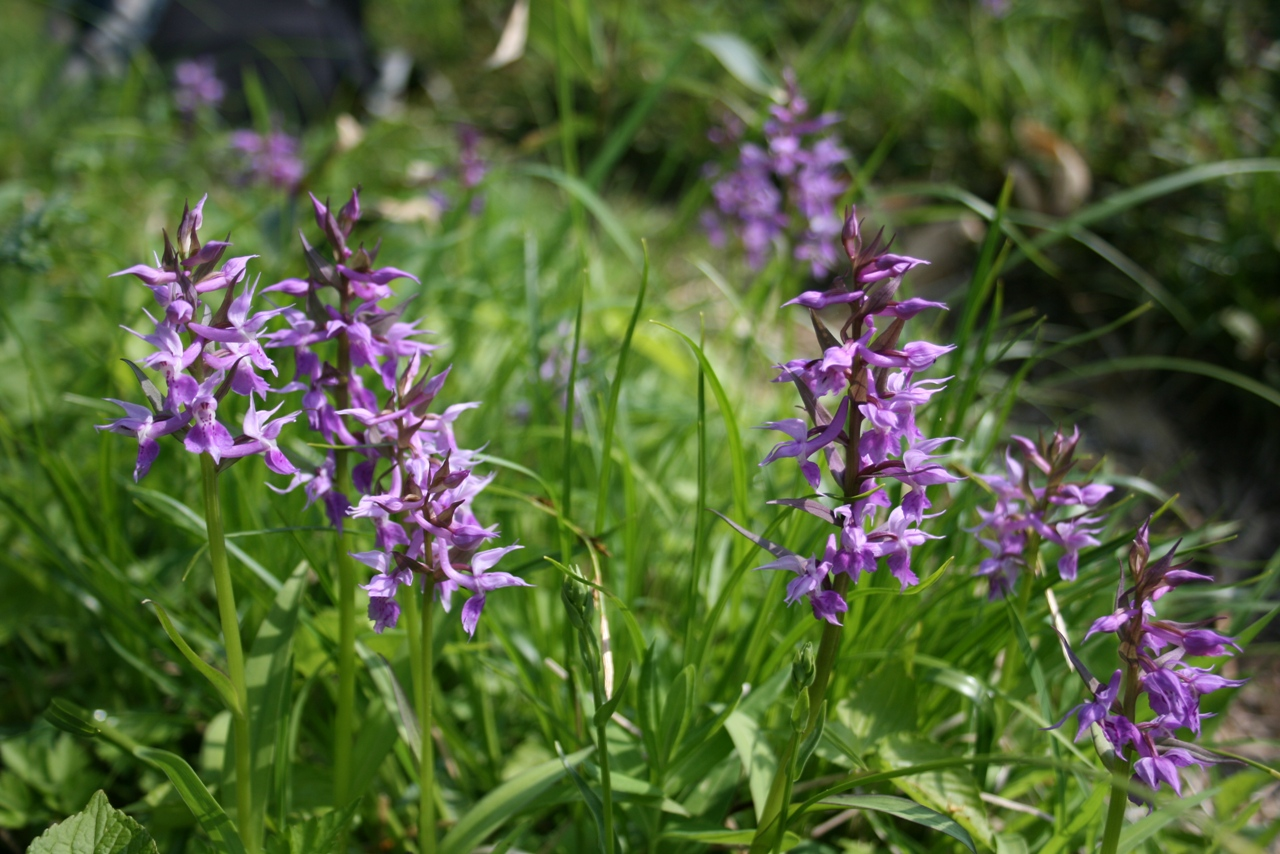
山頂付近の斜面は多く分布するハクサンチドリ
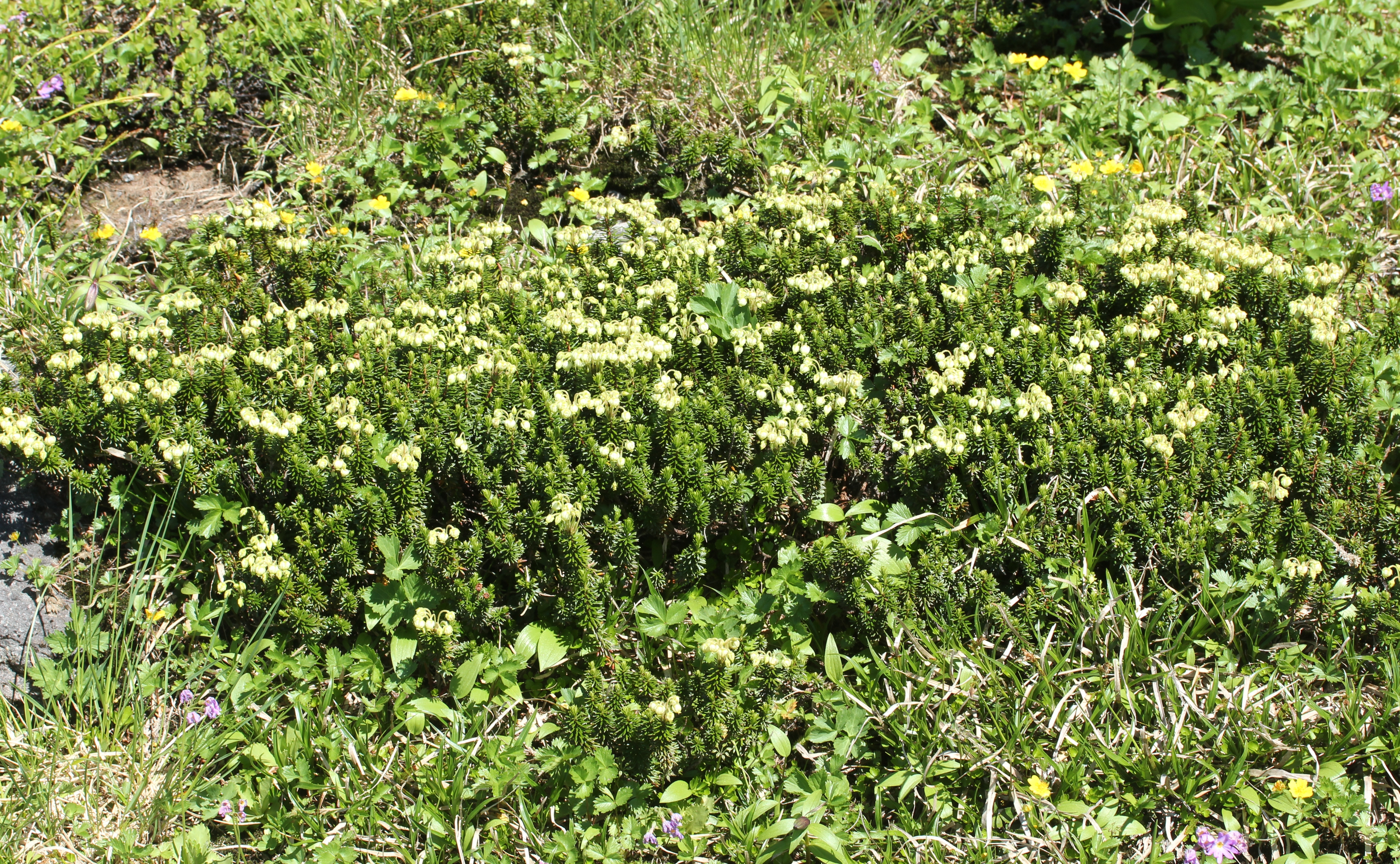
カーペット状の群落をつくるアオノツガザクラ

## 登山

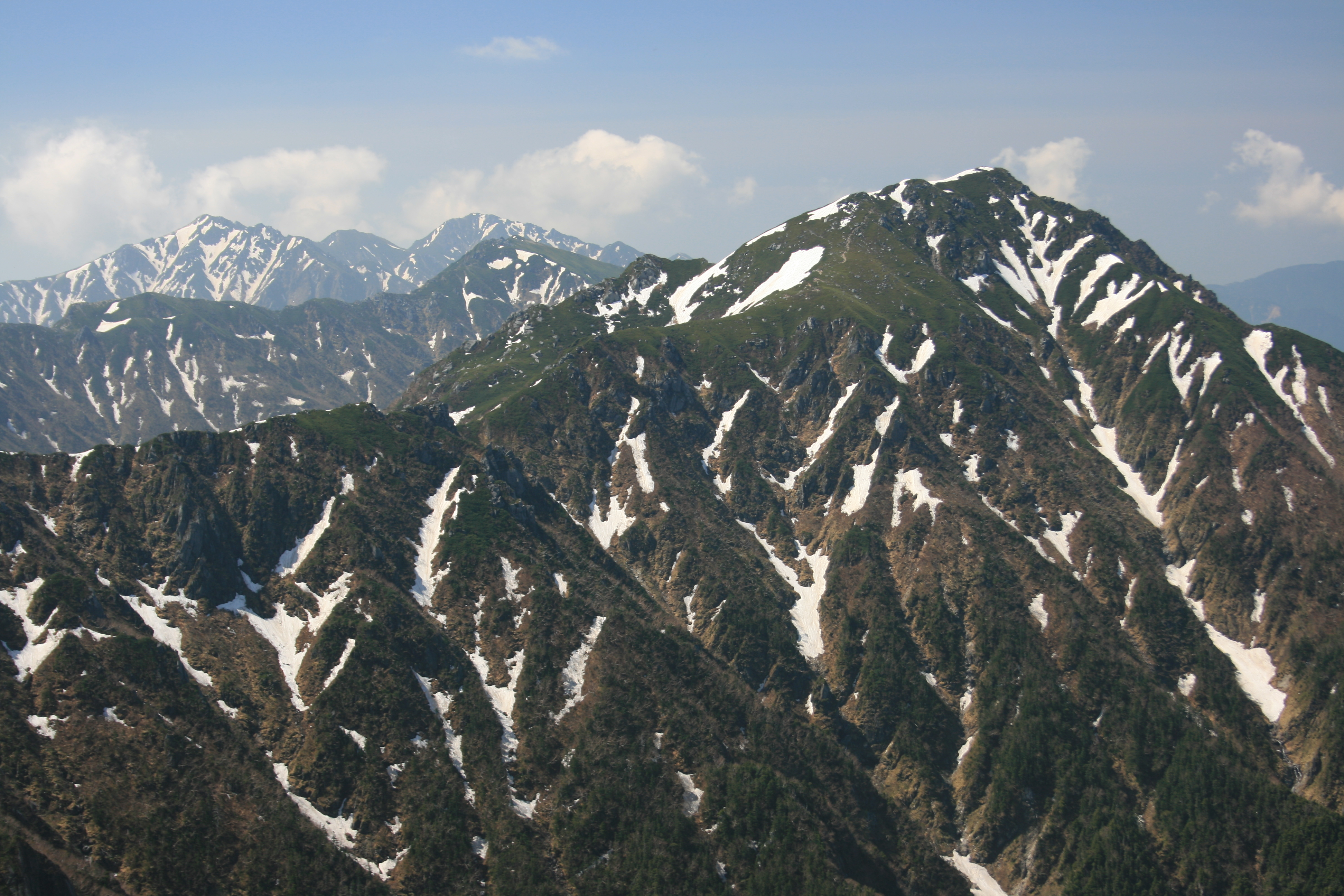
木曽駒ヶ岳から望む三ノ沢岳、左奥に空木岳、宝剣岳の南側からは三ノ沢岳方面に支尾根が延び尾根伝いに登山道が開設されている。訪れる訪問者は木曽駒ヶ岳と比べると少ない。登山道周辺では多くの高山植物が見られる。

1967年（昭和42年）7月に駒ヶ岳ロープウェイが開通したことに伴い、訪れる登山者が増加した。主稜線から木曽側に外れた稜線上にあることから、木曽駒ヶ岳と比べると訪れる人の数は少ない。山頂には花崗岩が積み重なりそこからは木曽駒ヶ岳、空木岳、乗鞍岳、御嶽山などの展望が広がる。標高2,846 mの日本で46番目に高い高峰であるが、木曽山脈の主稜線から外れた箇所にあるため、中央アルプスの縦走を行う登山者が立ち寄らない場合がある。登山適期は6-10月頃で、初夏には残雪があり、登山道周辺での主な高山植物の開花時期は7月上旬-8月中旬頃。

### 登山道
山体は木曽側にあるが、ふもとから直接登る登山道はない。伊那側の千畳敷カールから極楽平に登り、宝剣岳との分岐から尾根伝いに三ノ沢岳山頂へ向かうのが一般的。山頂に至る登山道はこの1本のみであり、その途中の山頂手前には遭難慰霊碑のケルンがある。登山ルート上に水場はない。

### 周辺の山小屋
木曽駒ヶ岳周辺には、多くの山小屋がある。駒ヶ岳ロープウェイの千畳敷駅に併設されているホテル千畳敷は一般の宿泊施設で、日本で最も高い場所（標高2,612 m）に建つホテルである。三ノ沢岳の周辺にある山小屋を下表に示す。
| 画像                                                 | 名称           | 所在地                      | 標高 (m) | 三ノ沢岳からの 距離(km) | 収容 人数 | 備考                                            |
| ---------------------------------------------------- | -------------- | --------------------------- | -------- | ----------------------- | --------- | ----------------------------------------------- |
| 木曽駒ヶ岳山頂から望む駒ヶ岳頂上山荘（2013年8月8日） | 駒ヶ岳頂上山荘 | 木曽駒ヶ岳と中岳との鞍部    | 2,860    | 北北東 2.6              | 100       | キャンプ指定地 （テント100張）                  |
| 宝剣岳から望む天狗荘（2008年9月9日）                 | 天狗荘         | 宝剣岳直下北 宝剣山荘の北隣 | 2,860    | 北東 2.3                | 250       |                                                 |
| 宝剣岳から望む天狗荘（2008年9月9日）                 | 宝剣山荘       | 宝剣岳直下北 天狗荘の南隣   | 2,860    | 北東 2.3                | 250       |                                                 |
| 宝剣岳から望む千畳敷駅とホテル千畳敷（2008年9月9日） | ホテル千畳敷   | 駒ヶ岳ロープウェイ千畳敷駅  | 2,612    | 北東 2.1                | 72        | 通年営業                                        |
| 東側から見た檜尾避難小屋（2003年9月28日）            | 檜尾小屋       | 檜尾岳山頂直下東            | 2,700    | 南東 2.6                | 23        | 旧「檜尾避難小屋」 2022年シーズンから管理者常駐 |

## 地理
木曽山脈の北西部の支尾根上にあり、主稜線からは独立峰のように見える。その稜線はさらに、中三ノ沢岳（標高2,485 m）、独標（2,339 m）、キニバ岩（2,120 m）、中八丁峠、糸瀬山から須原方面まで延びている。また独標からは、独標尾根が北北西に、天狗山（2,118 m）、風越山へと延びている。木曽山脈では、木曽駒ヶ岳（付属の山として宝剣岳を含む）、空木岳に次いで3番目に高い山である。

### 周辺の山

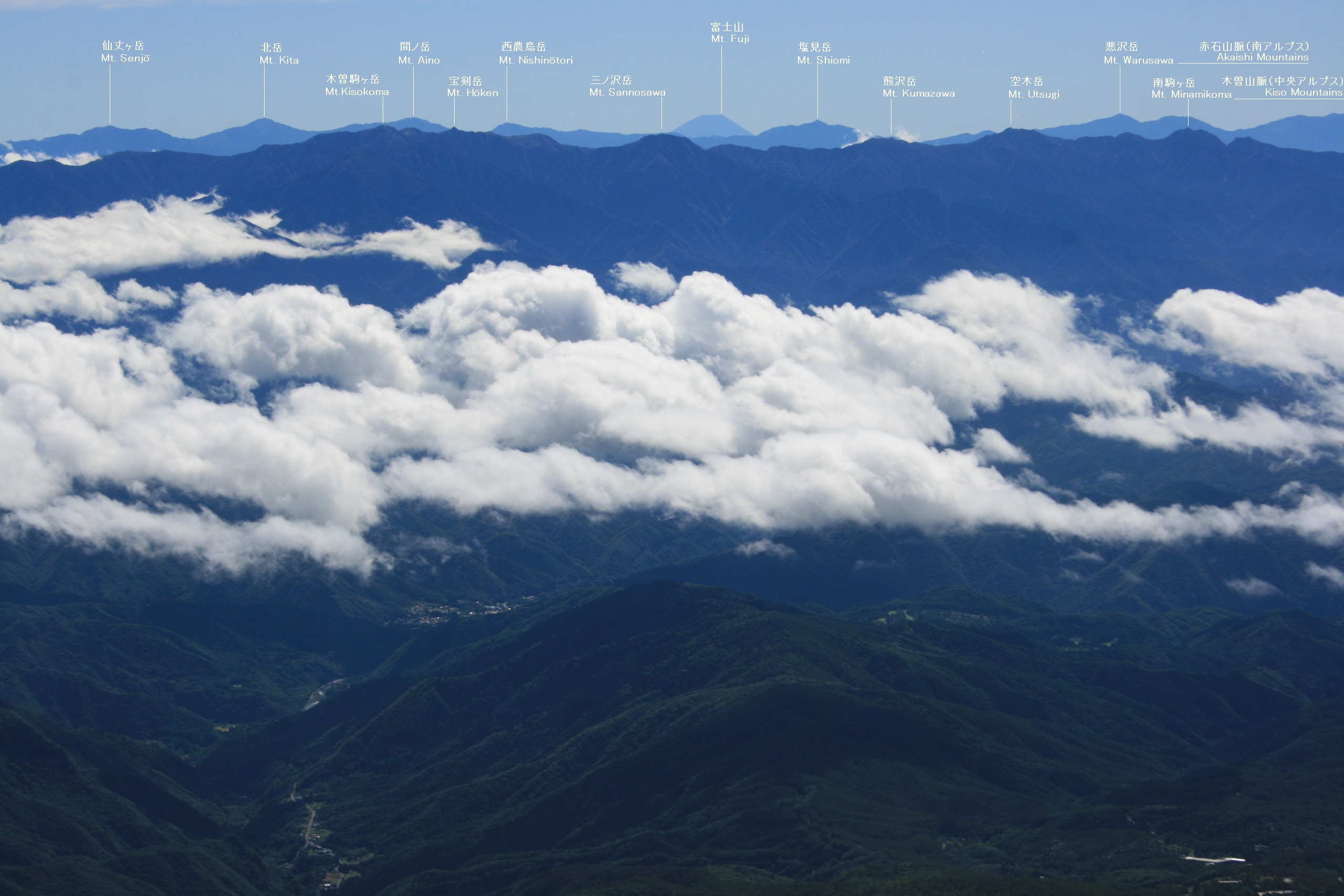
木曽川を挟んで西側に対峙する御嶽山から望む三ノ沢岳周辺の山

| 山容                                                          | 山名       | 標高 (m) | 三角点等級 基準点名 | 三ノ沢岳からの 方角と距離(km) | 備考                        |
| ------------------------------------------------------------- | ---------- | -------- | ------------------- | ----------------------------- | --------------------------- |
| 北西の吉野から望む風越山（2009年10月4日）                     | 風越山     | 1,698.50 | 二等 「風越」       | 西 4.9                        | 木曽三山                    |
| 北西山麓の木曽駒高原から望む麦草岳（2008年4月25日撮影）       | 麦草岳     | 2,73321  | 三等                | 北 3.8                        |                             |
| 木曽前岳から望む木曽駒ヶ岳と宝剣岳（2008年9月9日）            | 木曽駒ヶ岳 | 2,955.95 | 一等 「信駒ケ岳」   | 北北東 2.7                    | 木曽山脈の最高峰 日本百名山 |
| 風越山から望む滑川源流部と木曽駒ヶ岳・宝剣岳（2010年4月25日） | 宝剣岳     | 2,931    |                     | 北東 2.1                      | 千畳敷カール                |
| 東方の濁沢大峰方面から三ノ沢岳（1995年8月15日）               | 三ノ沢岳   | 2,846.71 | 三等 「三ノ沢」     | 0                             | 三ノ沢カール                |
| 北側から望む檜尾岳（2008年7月17日）                           | 檜尾岳     | 2,727.74 | 三等 「梯子樽」     | 南東 2.4                      | 檜尾尾根 檜尾岳避難小屋     |
| 北側の島田娘方面から望む熊沢岳（1995年8月15日）               | 熊沢岳     | 2,778    |                     | 南南東 3.2                    |                             |
| 東方の駒石からの空木岳（2001年8月28日）                       | 空木岳     | 2,863.71 | 二等 「駒ケ岳」     | 南南東 5.7                    | 日本百名山                  |
| 独標尾根から望む糸瀬山（2010年4月25日）                       | 糸瀬山     | 1,866.55 | 二等 「須原」       | 南西 8.5                      | 木曽三山                    |

### 源流の河川

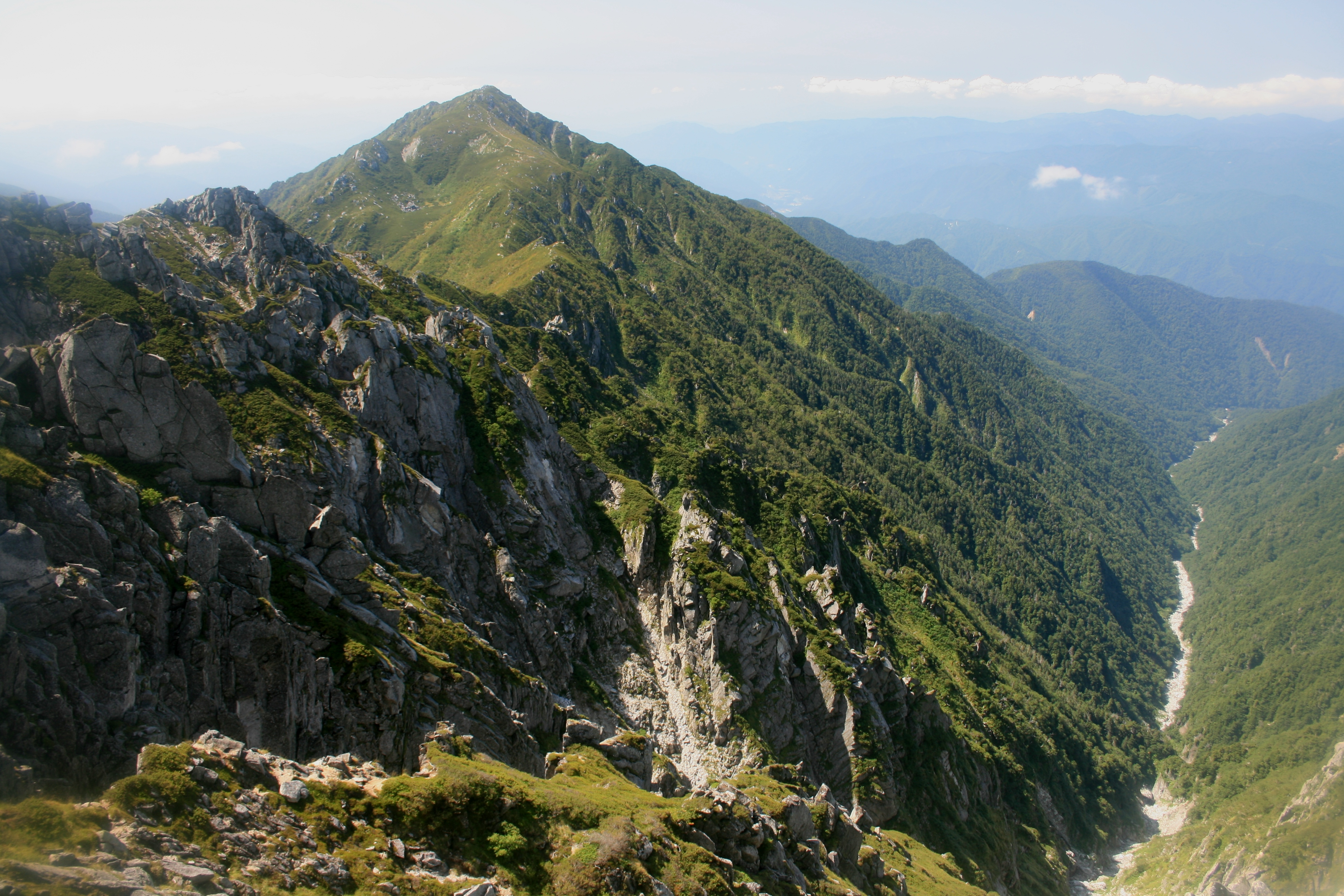
宝剣岳方面から望む三ノ沢岳、木曽川水系の滑川の支流である三ノ沢の源頭部となる山

源流となる以下の木曽川水系の河川は、太平洋側の伊勢湾へ流れる。木曽川の支流の滑川は下流から順に、左岸側に一ノ沢、二ノ沢、三ノ沢、A1沢、A2沢、奥三ノ沢、四ノ沢、五ノ沢、宝剣沢の支流に分かれ、三ノ沢から奥三ノ沢にかけての流域が三ノ沢岳北面を源流としている。
- 三ノ沢、奥三ノ沢などの滑川の支流
- 三ノ沢などの伊奈川の支流

### 交通・アクセス
山域には一般道と林道はなく、木曽山脈主稜線上の宝剣岳の南から山頂に至る登山道が開設されている。
- 駒ヶ岳ロープウェイ千畳敷駅の南西2.1 kmに位置する。
- JR東海中央本線上松駅の東北東8.1 kmに位置する[4]。
- 中央自動車道駒ヶ根インターチェンジの西11 kmに位置する。

## 三ノ沢岳の風景と展望

### 三ノ沢岳の風景

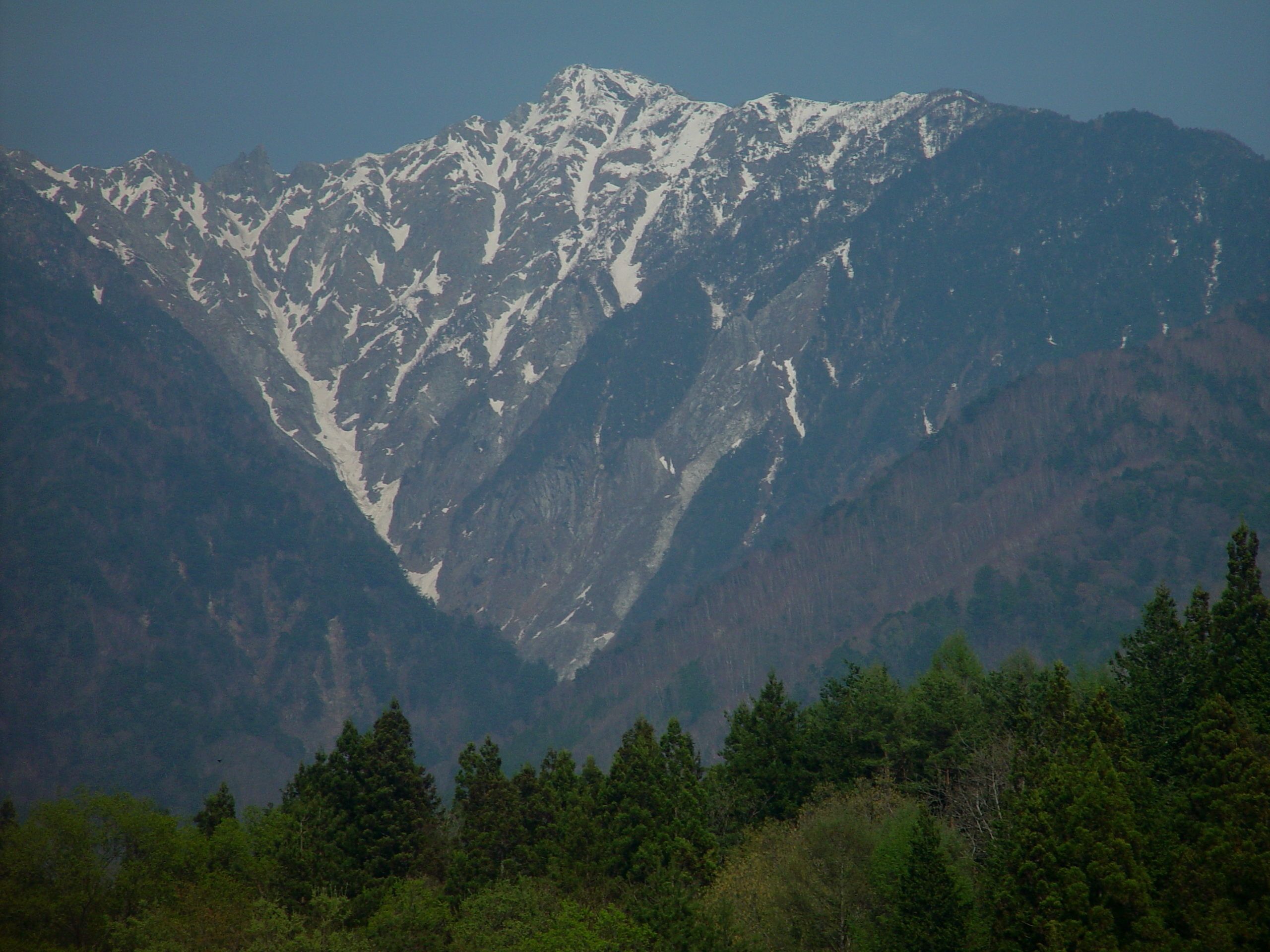
西山麓の上松町から望む三ノ沢岳
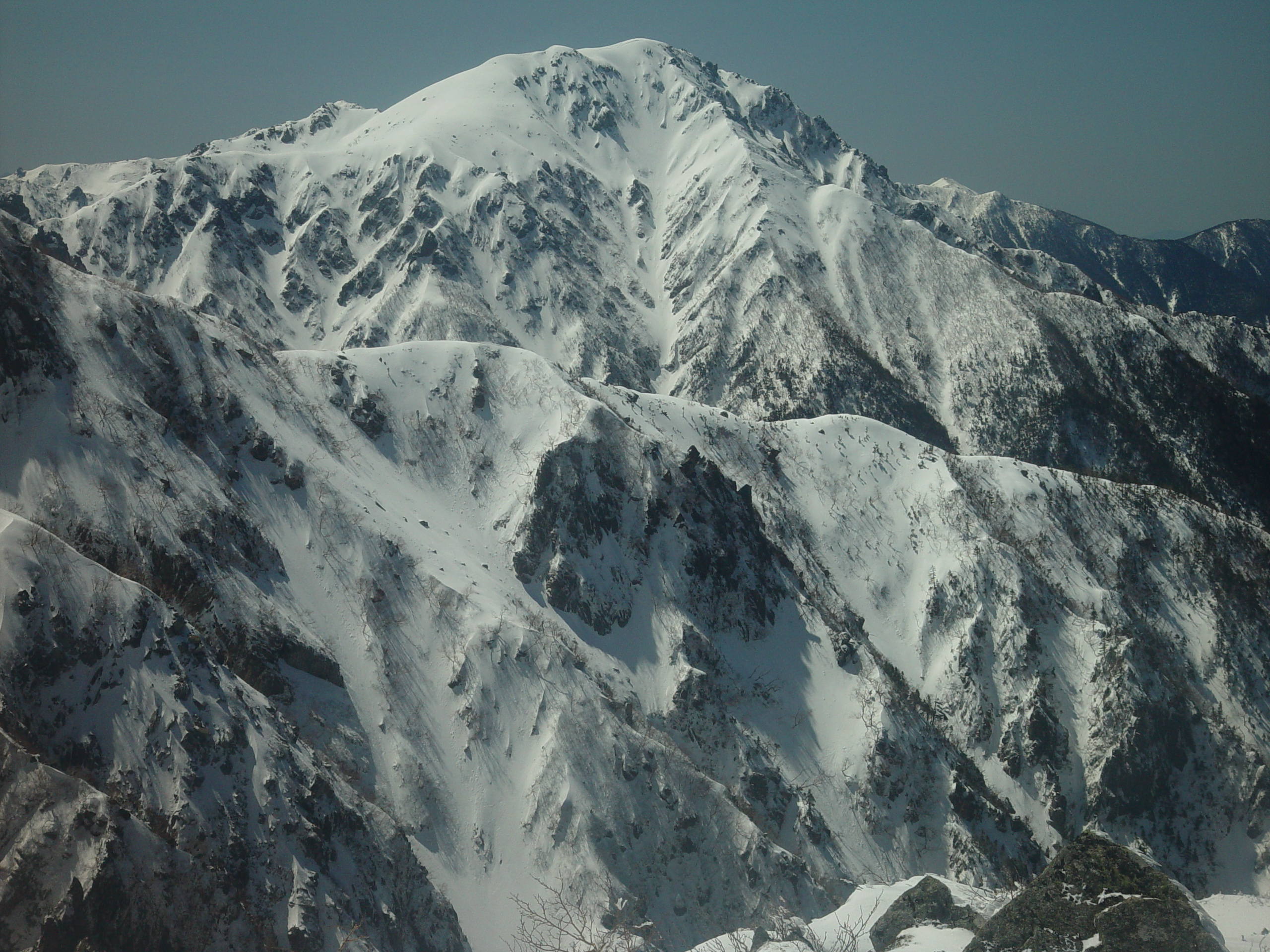
麦草岳から望む三ノ沢岳
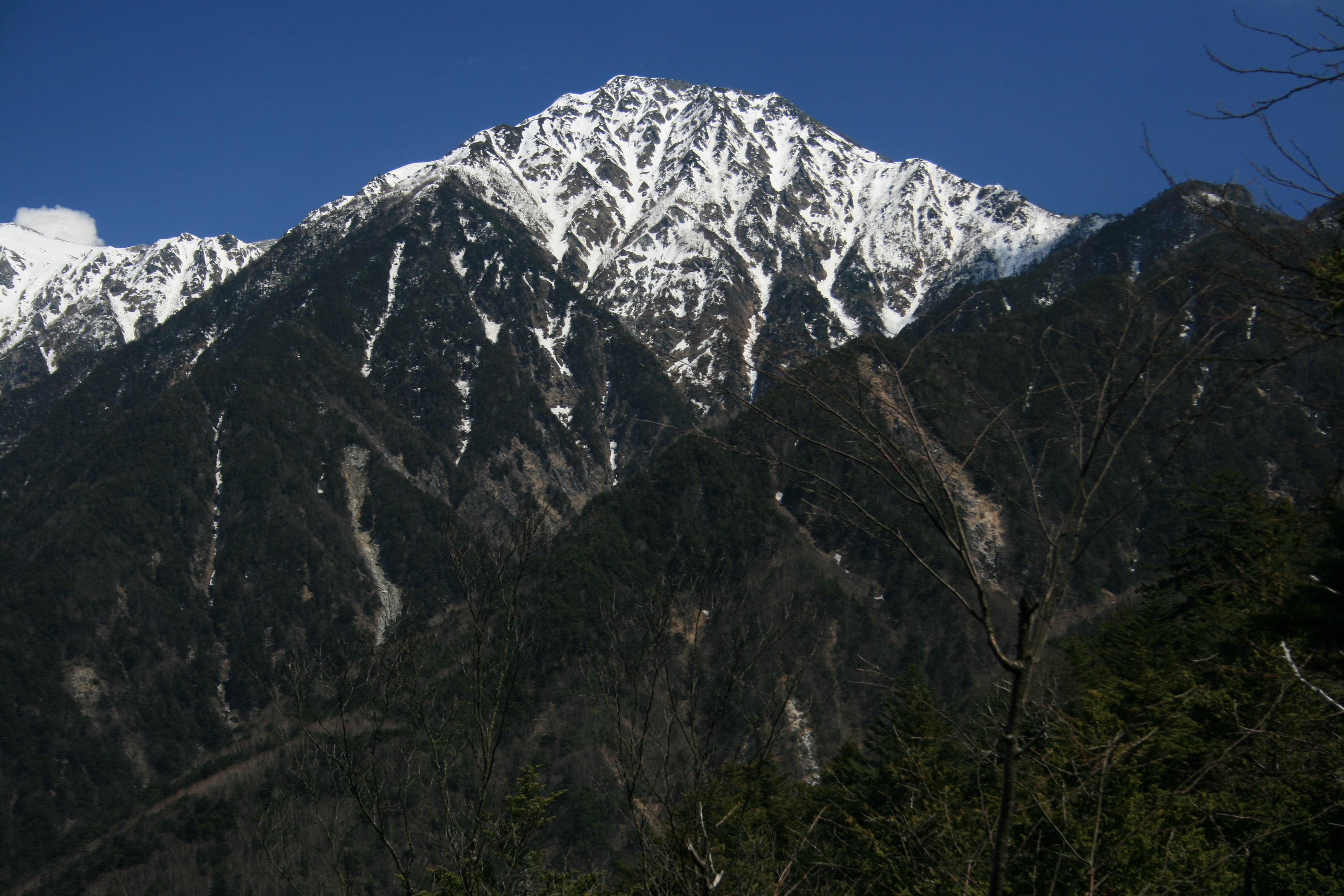
風越山から望む三ノ沢岳
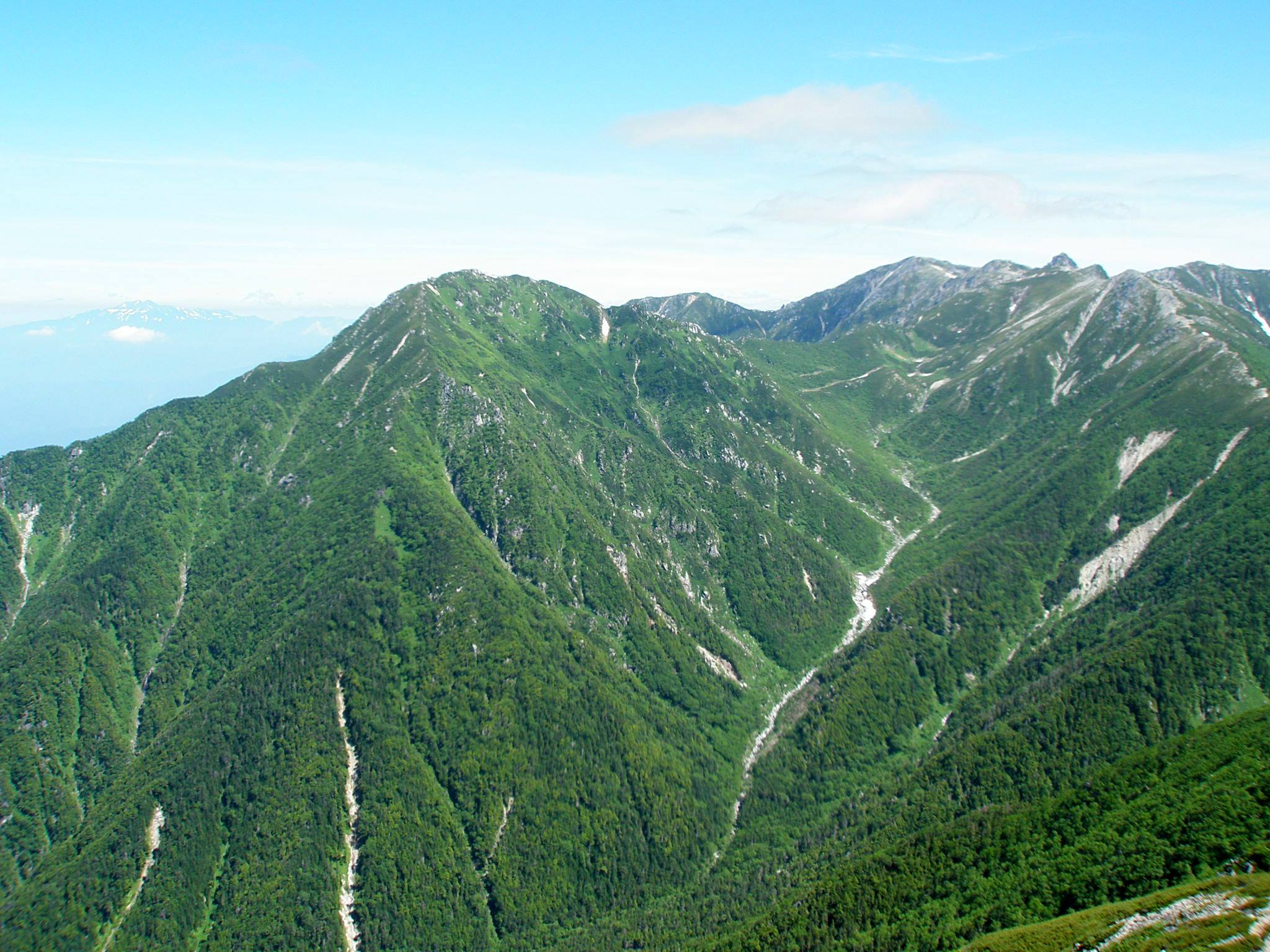
檜尾岳から望む三ノ沢岳

### 三ノ沢岳からの展望

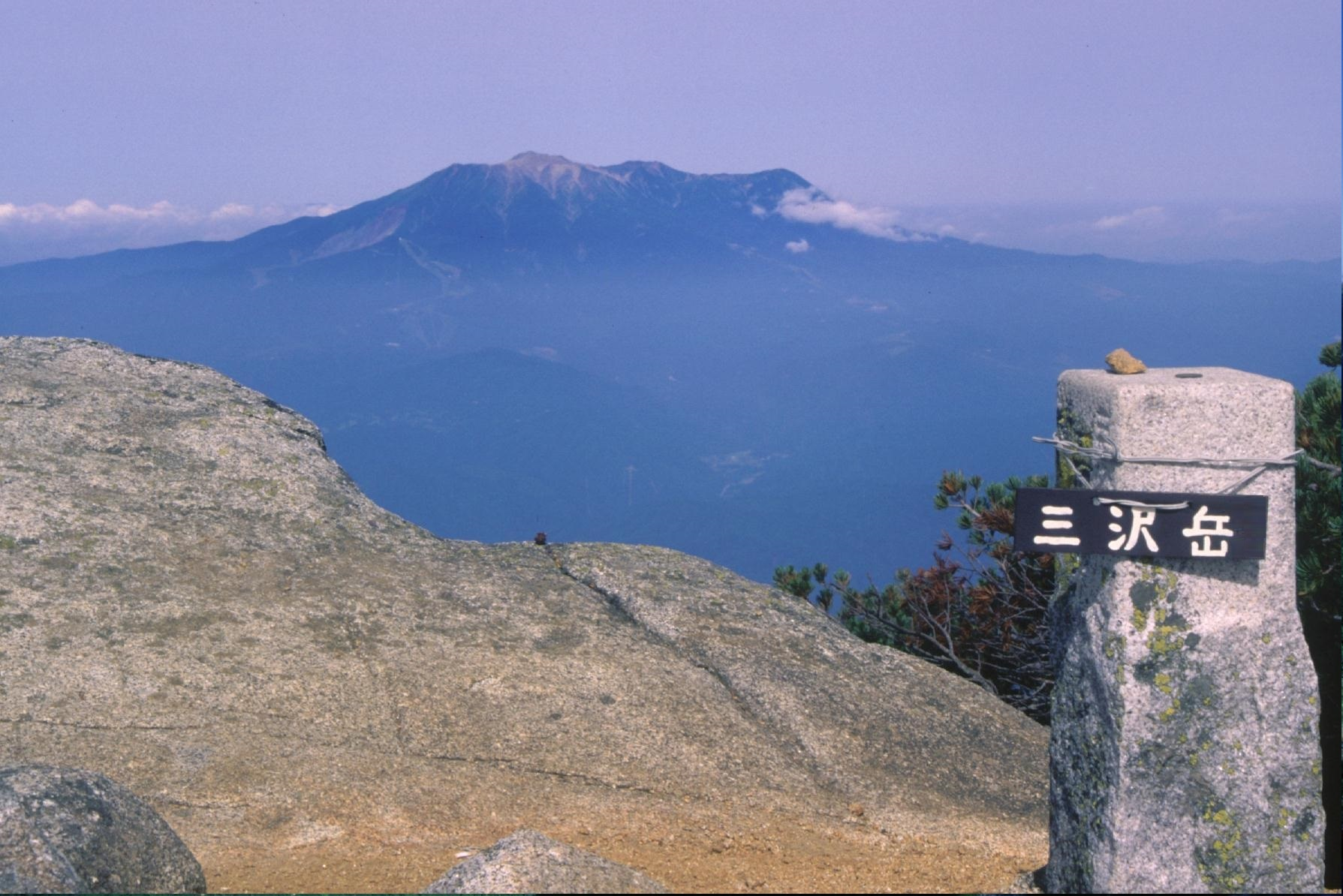
西側の展望 山頂の三角点と御嶽山
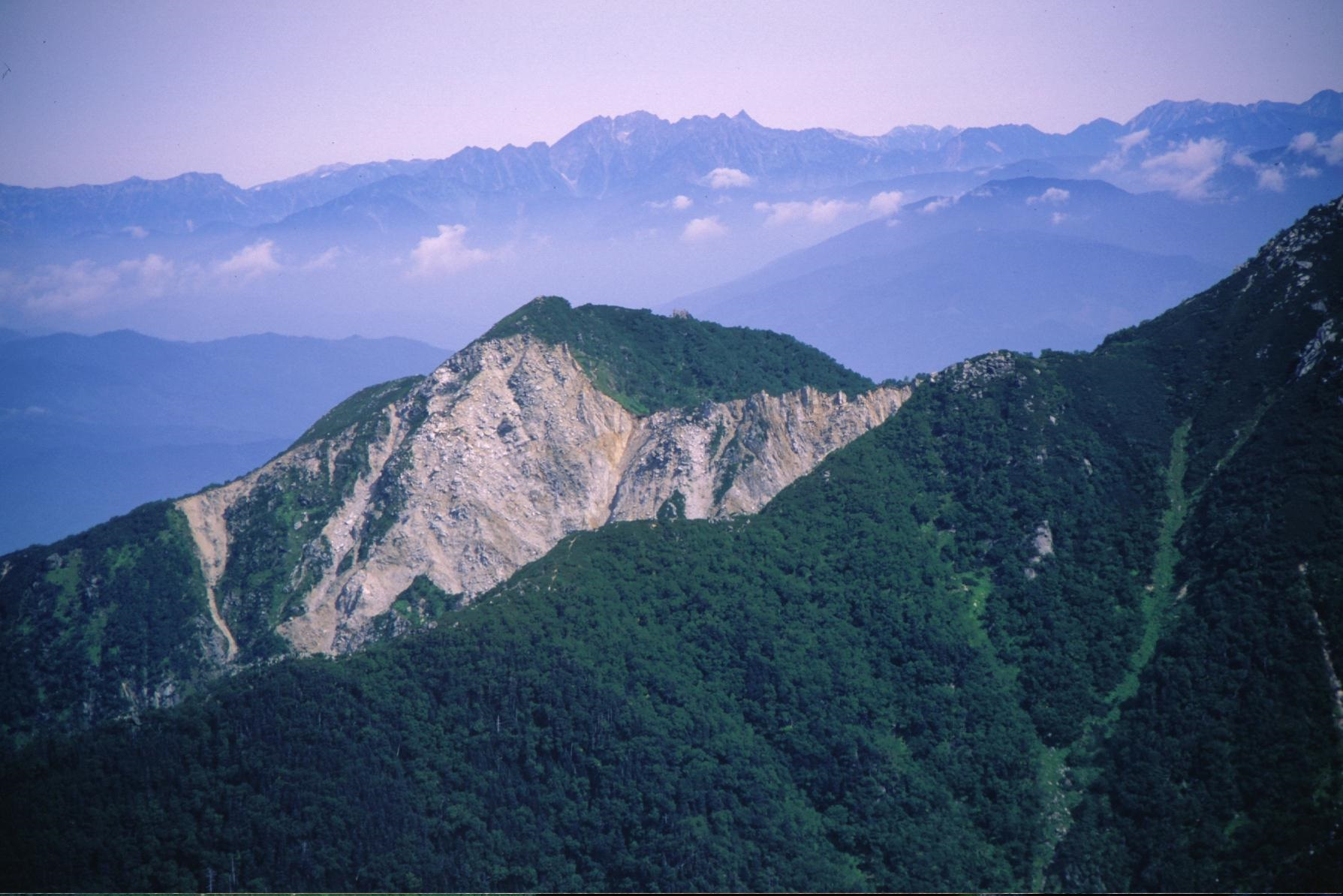
北西側の展望 飛騨山脈（北アルプス）、手前は木曽山脈の麦草岳
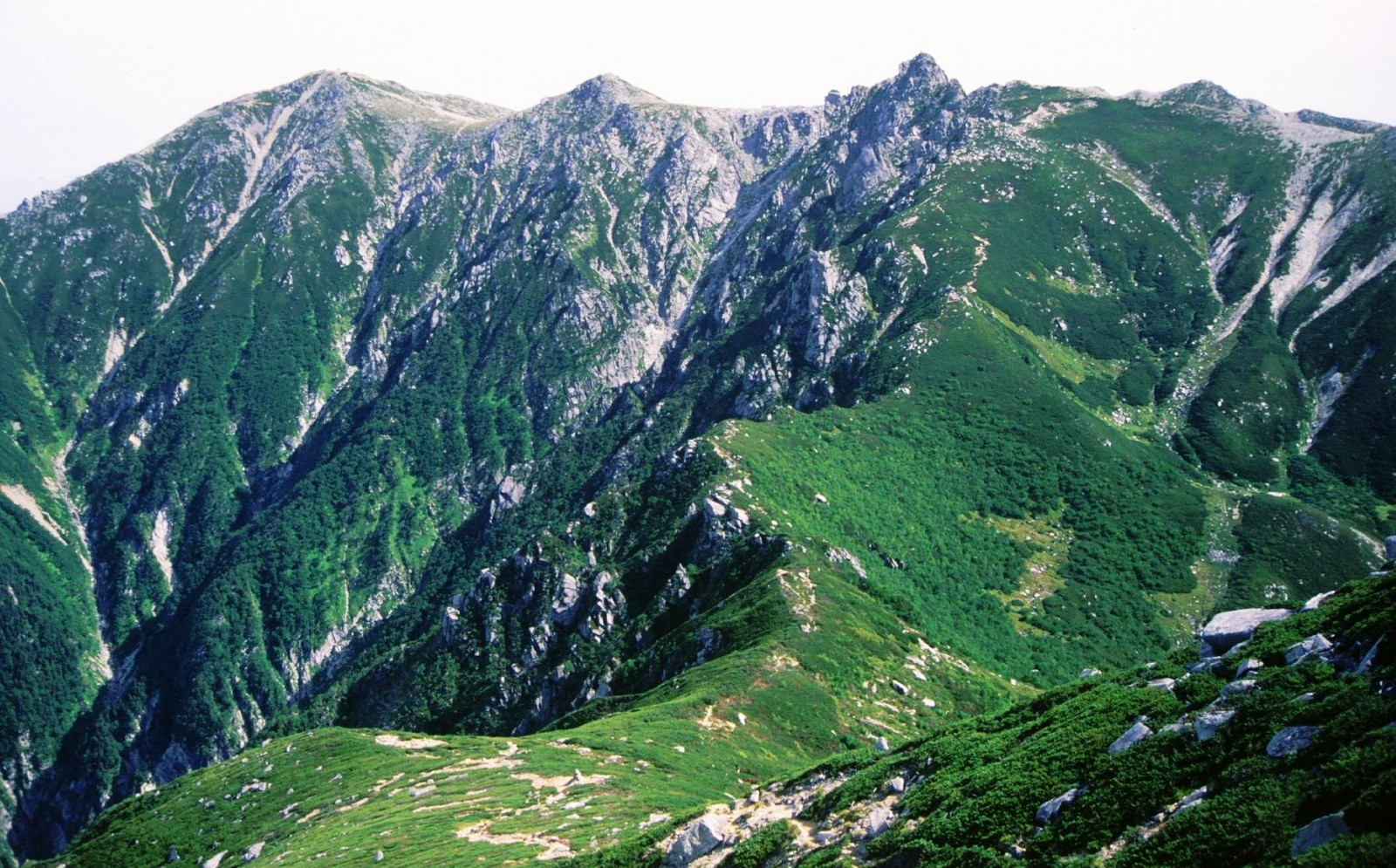
北側の展望 左から木曽駒ヶ岳、中岳、宝剣岳